# Países Bajos en los Juegos Olímpicos de Sídney 2000
Los Países Bajos estuvieron representados en los Juegos Olímpicos de Sídney 2000 por un total de 231 deportistas que compitieron en 21 deportes.  
La portadora de la bandera en la ceremonia de apertura fue la amazona de doma Anky van Grunsven.

## Medallistas
El equipo olímpico neerlandés obtuvo las siguientes medallas:
| Nombre | Deporte             | Competición              |
| --- | ------------------- | ------------------------ |
| Oro |                     |                          |
| Leontien van Moorsel | Ciclismo en pista   | Persecución ind. F       |
| Leontien van Moorsel | Ciclismo en ruta    | Ruta F                   |
| Leontien van Moorsel | Ciclismo en ruta    | Contrarreloj F           |
| Equipo | Hockey sobre hierba | Torneo M                 |
| Jeroen Dubbeldam (Sjiem) | Hípica              | Saltos ind.              |
| Anky van Grunsven (Bonfire) | Hípica              | Doma ind.                |
| Mark Huizinga | Judo                | –90 kg M                 |
| Pieter van den Hoogenband | Natación            | 100 m libre M            |
| Pieter van den Hoogenband | Natación            | 200 m libre M            |
| Inge de Bruijn | Natación            | 50 m libre F             |
| Inge de Bruijn | Natación            | 100 m libre F            |
| Inge de Bruijn | Natación            | 100 m mariposa F         |
| Plata |                     |                          |
| Leontien van Moorsel | Ciclismo en pista   | Carrera por puntos F     |
| Albert Voorn (Lando) | Hípica              | Saltos ind.              |
| Ellen Bontje (Silvano) Arjen Teeuwissen (Goliath) Anky van Grunsven (Bonfire) Jacoba van Baalen (Ferro)                                          | Hípica              | Doma por eqs.            |
| Manon van Rooijen Wilma van Rijn Thamar Henneken Inge de Bruijn                                                                                  | Natación            | 4 × 100 m libre F        |
| Pieta van Dishoeck Eeke van Nes | Remo                | Doble scull (W2x) F      |
| Anneke Venema Carin ter Beek Nelleke Penninx Pieta van Dishoeck Eeke van Nes Tessa Appeldoorn Marieke Westerhof Elien Meijer Martijntje Quik (t) | Remo                | Ocho con timonel (W8+) F |
| Jochem Verberne Dirk Lippits Diederik Simon Michiel Bartman                                                                                      | Remo                | Cuatro scull (M4x) M     |
| Kristie Boogert Miriam Oremans | Tenis               | Dobles F                 |
| Margriet Matthijsse | Vela                | Europe F                 |
| Bronce |                     |                          |
| Equipo | Hockey sobre hierba | Torneo F                 |
| Pieter van den Hoogenband | Natación            | 50 m libre M             |
| Martijn Zuijdweg Johan Kenkhuis Marcel Wouda Pieter van den Hoogenband                                                                           | Natación            | 4 × 200 m libre M        |
| Wietse van Alten | Tiro con arco       | Individual M             |